# نمایگان‌خانه
در منطقه غربی فلات ایران و در اطراف شهر کردستان روستایی وجود دارد که در شهرستان سقز و با نام سرشیو می‌باشد، هنر معماری این روستای کوچک بسیار زیبا و الهام گرفته از دوره مادها بوده و به نوعی تدایی کننده بخشی از هگمتانه می‌باشد در بعدی کوچک، اما یک نوع طراحی برای بزرگان وجود داشته که در اکثر این خانه‌ها موجود نبوده است و اختصاصآ برای اشرافیان و اغنیا طراحی میشده است با نام نمایگان خانه، بدنه این ساختمان از نوع چار ضلعی ساده و گاه شش ضلعی چرخان بوده است به طوری که در قسمت غربی آن آفتابگانه یا همان مهتابی ویا پنجره گرم موجود بوده و در قسمت شرقی آن طاقچه نما کار میشده است. بیشتر اضلاع این خانه دارای طاقچه بوده و نوعی سنگ که از کوه‌های اطراف برداشته میشده است نیز به عنوان سابلی یا همان پایگانه در وسط محیط این ساختمان کار میشده است که نقشی گرمایشی و همانند یک میز عمل میکرده است.
- نمایگان خانه همانطور که از اسمش نیز مشخص می‌باشد یک نوع ساختمان بادیدی قوی به افق و چون پنجره غربی داشته دید به خورشید و همان الهه و مظهر بزرگی و پاکی بوده است زیرا آیین‌هایی که در دوران هخامنشی به این سرزمین جلوس کرده باعث تغییر نوع کاربری این نوع ساختمان‌ها شده‌اند، البته امروز هم محققان در پی کشف رمزهای این ساختمان هستند که متأسفانه در کشور ما این خانه‌ها تقریا ازبین رفته‌اند اما در کشور همجوار یعنی عراق و در کردستان آن چند نمونه موجود می‌باشد که تنها یکی از آنها تا حدودی سالم مانده است.

در نمایگان‌خانه بخشی موجود بوده با نام نورگان یا درخشندهگان که در ضلع شمالی و جنوبی آن بیشتر دیده می‌شود، که در این قسمت بخشی از سقف ساختمان همانند قف شده و در انتهای آن روزنه‌ای موجود است که در این حالت مخرطی نور را به صورت شکسته وارد این ظلع می‌کند، امروزه همچنان مشخص نشده است که کاربری این قسمت از ساختمان چه بوده با توجه به نوع آب و هوای منطقه غربی فلات ایران.